# ウナギギンポ
ウナギギンポ（鰻銀宝、Xiphasia setifer）は、スズキ目、ギンポ亜目、イソギンポ科に属する魚の一種。小手繰網などで稀に漁獲されるが、食用にはされない。

## 分布
西太平洋、インド洋の熱帯から温帯域に分布する。
日本では東京湾以南の太平洋岸、瀬戸内海に分布。

## 形態
全長50-80cm。体がウナギのように著しく延長しているため、他のイソギンポ科の仲間とは簡単に区別できる。体側に多数の黄褐色横帯がある。

## 生態
内湾や浅海の水深30-50mの砂泥底に棲む。驚くと泥底内に潜る。
本属の仔魚は外洋表層からも数多く発見される。
夜間、集魚灯にも集まる。

## 別名
高知県須崎では「キントウジ」「ヒャッカン」とよばれ、鹿児島では「ホシウナギ」とも呼ばれる。

## 近縁種
ヒメウナギギンポ Xiphasia matsubarai　Okada & Suzuki, 1952
最大全長30cm以上。ウナギギンポに似ているが、臀鰭、背鰭と胸鰭の筋の数が少ない。砂泥地に穴を掘って生活し、夜に活動。日本では伊勢湾から沖縄に分布し、国外では西太平洋、インド洋の熱帯、温帯域に生息する。